# Мищенко, Анастасия Максимовна
Анастаси́я Макси́мовна Ми́щенко (; род. 30 марта 2000, Санкт-Петербург) — российская кёрлингистка.
Чемпионка России среди женщин и среди смешанных команд, обладатель Кубка России среди женщин и среди смешанных команд. В составе юниорской сборной России чемпионка мира (2019), чемпионка Зимнего европейского юношеского Олимпийского фестиваля 2017.
В «классическом» кёрлинге (команда из четырёх человек одного пола) играет в основном на позициях первого, второго и третьего.
Мастер спорта России международного класса (2019, кёрлинг).

## Достижения
- Чемпионат России по кёрлингу среди женщин: золото (2024), бронза (2019, 2022, 2023).
- Кубок России по кёрлингу среди женщин: золото (2017), бронза (2020).
- Чемпионат России по кёрлингу среди смешанных команд: золото (2024).
- Кубок России по кёрлингу среди смешанных команд: золото (2024), бронза (2023).
- Кубок России по кёрлингу среди смешанных пар: бронза (2021).
- Чемпионат мира по кёрлингу среди юниоров: золото (2019), бронза (2020).
- Зимний европейский юношеский Олимпийский фестиваль: золото (2017).

## Команды
| Сезон                                               | Четвёртый           | Третий                   | Второй            | Первый                   | Запасной                                                         | Турниры                                  |
| --------------------------------------------------- | ------------------- | ------------------------ | ----------------- | ------------------------ | ---------------------------------------------------------------- | ---------------------------------------- |
| 2015—16                                             | Ксения Шевчук       | Ирина Рязанова           | Влада Румянцева   | Анастасия Мищенко        | Анастасия Шустрова                                               | ЧРЖ 2016 (5 место)                       |
| 2016—17                                             | Влада Румянцева     | Анастасия Мищенко        | Ирина Рязанова    | Анастасия Шустрова       |                                                                  | КРЖ 2016 (4 место)                       |
| 2016—17                                             | Ирина Низовцева     | Надежда Белякова         | Арина Пянтина     | Анастасия Мищенко        | Мария Ермейчук тренер: Светлана Яковлева                         | ЗЕЮОФ 2017                               |
| 2016—17                                             | Ксения Шевчук       | Влада Румянцева          | Ирина Рязанова    | Анастасия Мищенко        | Анастасия Шустрова тренер: Татьяна Лукина                        | ЧРЖ 2017 (8 место)                       |
| 2017—18                                             | Влада Румянцева     | Ксения Шевчук            | Ирина Рязанова    | Анастасия Мищенко        | Анастасия Шустрова                                               | КРЖ 2017                                 |
| 2017—18                                             | Влада Румянцева     | Анастасия Мищенко        | Ирина Рязанова    | Ксения Шевчук            | Анастасия Шустрова                                               | ЧРЖ 2018 (6 место)                       |
| 2018—19                                             | Влада Румянцева     | Дарья Морозова           | Ирина Рязанова    | Анастасия Мищенко        | Вера Тюлякова (ЧМЮ) тренер: Андрей Дроздов                       | ЧМЮ 2019 · ЧРЖ 2019                      |
| 2019—20                                             | Влада Румянцева     | Александра Кардапольцева | Ирина Рязанова    | Анастасия Мищенко        | Марина Веренич                                                   | КРЖ 2019 (10 место)                      |
| 2019—20                                             | Влада Румянцева     | Вера Тулякова            | Ирина Рязанова    | Анастасия Мищенко        | Александра Кардапольцева тренеры: Андрей Дроздов, Татьяна Лукина | ЧМЮ 2020                                 |
| 2020—21                                             | Влада Румянцева     | Ирина Рязанова           | Анастасия Мищенко | Александра Кардапольцева | Алина Лёц тренеры: Татьяна Лукина, Марина Веренич                | КРЖ 2020 · ЧРЖ 2020 (10 место)           |
| 2020—21                                             | Влада Румянцева     | Ирина Рязанова           | Анастасия Мищенко | Александра Кардапольцева | Алина Лёц тренеры: Татьяна Лукина, Марина Веренич                | ЧРЖ 2021 (12 место)                      |
| 2021—22                                             | Влада Румянцева     | Анастасия Мищенко        | Ирина Рязанова    | Александра Кардапольцева | Алина Лёц (ЧРЖ) тренеры: Татьяна Лукина, Марина Веренич          | КРЖ 2021 (6 место) · ЧРЖ 2022            |
| 2022—23                                             | Влада Румянцева     | Ирина Рязанова           | Анастасия Мищенко | Александра Кардапольцева | Алина Лец тренеры: Татьяна Лукина, Марина Веренич                | КРЖ 2022 (5 место)                       |
| 2022—23                                             | Влада Румянцева     | Ирина Рязанова           | Дарья Морозова    | Анастасия Мищенко        | Александра Кардапольцева тренеры: Татьяна Лукина, Марина Веренич | ЧРЖ 2023                                 |
| 2023—24                                             | Влада Румянцева     | Ирина Рязанова           | Дарья Морозова    | Анастасия Мищенко        | тренеры: Алексей Стукальский, Марина Веренич                     | КРЖ 2023 (4 место)                       |
| 2023—24                                             | Ирина Рязанова      | Дарья Морозова           | Анастасия Мищенко | Александра Мельникова    | Дарья Стёксова тренеры: Алексей Стукальский, Марина Веренич      | ЧРЖ 2024                                 |
| 2024—25                                             | Анастасия Москалёва | Дарья Морозова           | Анастасия Мищенко | Александра Мельникова    | Алина Лёц тренеры: В.Н Гудин, А.Д. Грецкая                       | КРЖ 2024 (10 место)                      |
| 2024—25                                             | Влада Румянцева     | Анастасия Москалёва      | Анастасия Мищенко | Александра Мельникова    | Дарья Морозова тренеры: Василий Гудин, А.Д. Грецкая              | ЧРЖ 2025 (5 место)                       |
| Кёрлинг среди смешанных команд (mixed curling)      |                     |                          |                   |                          |                                                                  |                                          |
| 2014—15                                             | Дмитрий Антипов     | Елена Солодкая           | Павел Мишин       | Анастасия Мищенко        |                                                                  | КРСК 2014 (9 место)                      |
| 2017—18                                             | Кирилл Суровов      | Влада Румянцева          | Алексей Филиппов  | Анастасия Мищенко        |                                                                  | КРСК 2017 (5 место)                      |
| 2019—20                                             | Михаил Васьков      | Влада Румянцева          | Пётр Кузнецов     | Анастасия Мищенко        | тренеры: А.Д. Грецкая, Т.А. Лукина                               | ЧРСК 2020 (4 место)                      |
| 2021—22                                             | Кирилл Суровов      | Анастасия Мищенко        | Пётр Кузнецов     | Александра Кардапольцева | тренер: А.Д. Грецкая                                             | КРСК 2021 (4 место)                      |
| 2022—23                                             | Алексей Филиппов    | Анастасия Мищенко        | Кирилл Суровов    | Алина Лёц                | тренер: Т.А. Лукина                                              | ЧРСК 2023 (11 место)                     |
| 2023—24                                             | Михаил Васьков      | Ирина Рязанова           | Александр Ерёмин  | Анастасия Мищенко        | тренеры: А.Д. Грецкая, Д.Н. Степанов                             | КРСК 2023                                |
| 2023—24                                             | Михаил Васьков      | Ирина Рязанова           | Александр Ерёмин  | Анастасия Мищенко        | тренеры: В.Н. Гудин, А.В. Стукальский                            | ЧРСК 2024                                |
| 2024—25                                             | Михаил Васьков      | Анастасия Москалёва      | Кирилл Суровов    | Анастасия Мищенко        | тренер: А.Д. Грецкая                                             | КРСК 2024                                |
| Кёрлинг среди смешанных пар (mixed doubles curling) |                     |                          |                   |                          |                                                                  |                                          |
| 2016—17                                             | Анастасия Мищенко   | Вадим Сивачёв            |                   |                          |                                                                  | КРСП 2016 (9—20 место)                   |
| 2021—22                                             | Анастасия Мищенко   | Алексей Тузов            |                   |                          | тренер: Анна Грецкая (КР, ЧР), Д.Н. Степанов (ЧР)                | КРСП 2021 · ЧРСП 2022 (8 место)          |
| 2022—23                                             | Анастасия Мищенко   | Алексей Тузов            |                   |                          | тренеры: Анна Грецкая, Т.А. Лукина                               | ЧРСП 2023 (11 место)                     |
| 2023—24                                             | Анастасия Мищенко   | Алексей Филиппов         |                   |                          | тренеры: А.В. Стукальский, А.Д. Грецкая                          | ЧРСП 2024 (25 место)                     |
| 2024—25                                             | Анастасия Мищенко   | Александр Ерёмин         |                   |                          | тренеры (ЧРСП): В.Н. Гудин, А.Д. Грецкая                         | КРСП 2021 (13 место) ЧРСП 2025 (4 место) |

(скипы выделены полужирным шрифтом)

## Частная жизнь
Родилась в Санкт-Петербурге, проживает в городе Дмитров. Начала заниматься кёрлингом в 2010 году в возрасте 10 лет.